# Știubieni (gmina)
Știubieni – gmina w Rumunii, w okręgu Botoszany. Obejmuje miejscowości Ibăneasa, Negreni i Știubieni. W 2011 roku liczyła 2695 mieszkańców.